# 한국GM 다마스
한국GM 다마스(GM Korea Damas)는 한국지엠의 경상용차로, 1991년부터 2021년까지 30년 동안 장수했던 차종이었다. 다마스는 스페인어로 Da는 동사 Dar(주다)의 3인칭으로 '주다, 이득이 된다'의 뜻과  부사 Más(더)가 합쳐져 '더 이득이 된다'의 의미다.

## 1세대(DA51/DB51)

### 다마스(1991년8월~2003년7월)

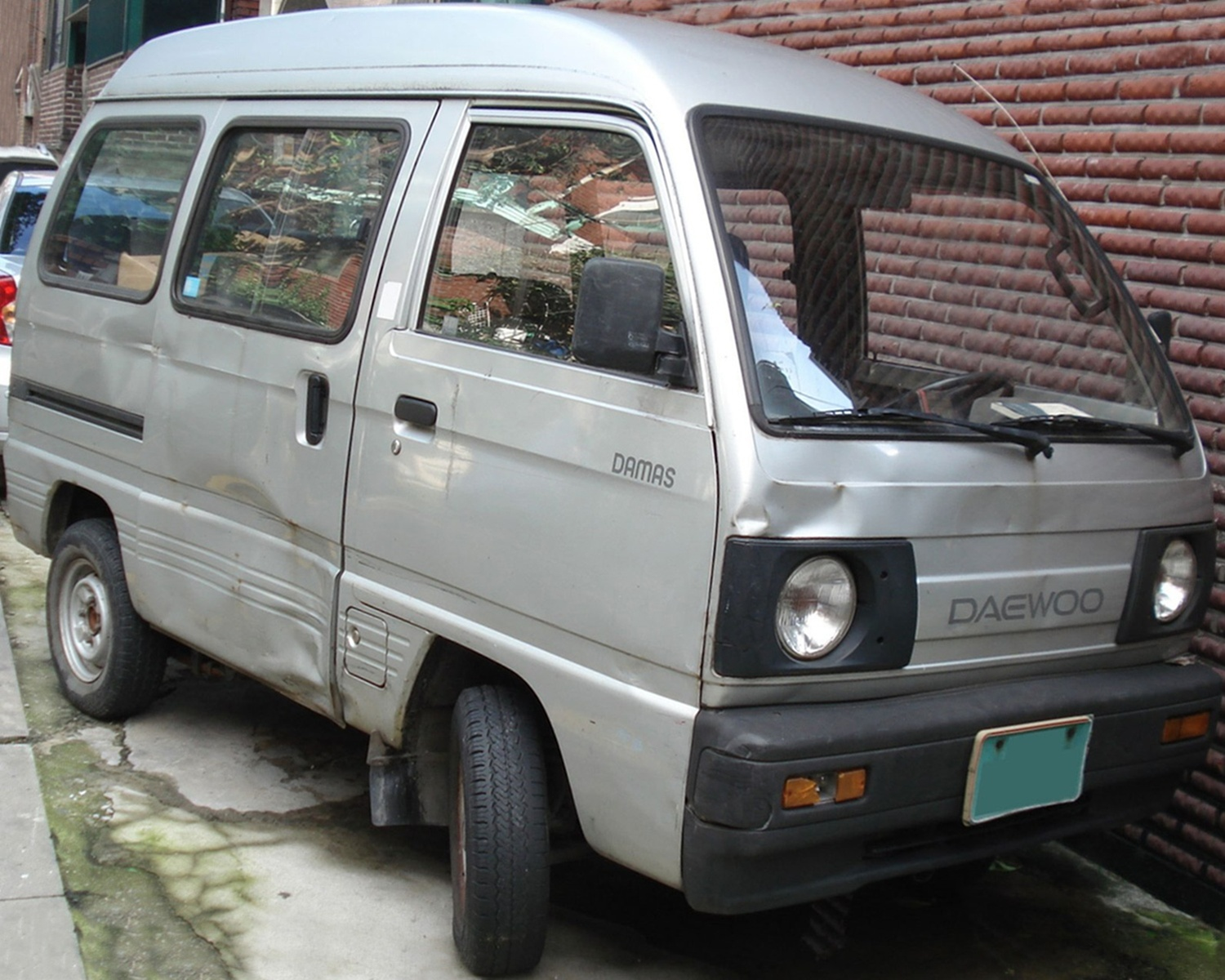
대우 다마스 (전기형) 정측면

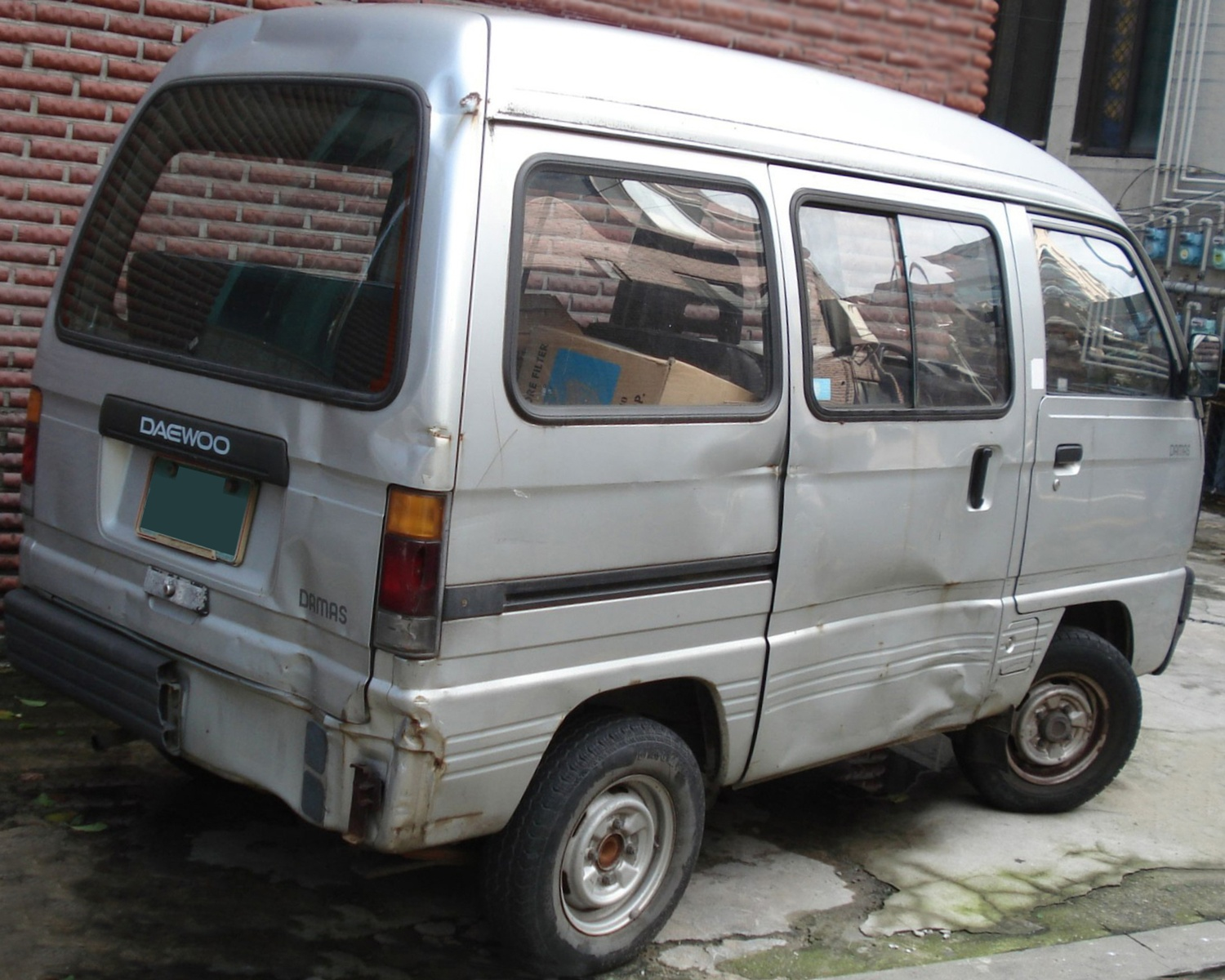
대우 다마스 (전기형) 정측면

1991년 8월에 출시된, 스즈키 에브리 제 2세대 모델(DA형)을 베이스로 하였다. 출시 당시 당시 밴은 426만 원, 코치는 456만 원이었다. 처음에는 가솔린 엔진만 적용되었으나 1993년 4월 12일에 LPG 엔진이 추가되었고, 추후 LPG 엔진만 장착되었다. 1993년 당시 5인승 LPG가 479만 원이었다. 티코의 엔진을 베이스로 하였으나, LPG 연료의 자체 특성으로 인해 성능이 낮아졌다. 1995년 4월 28일에 페이스리프트를 거쳐 헤드 램프가 원형에서 사각형으로 바뀌었다.

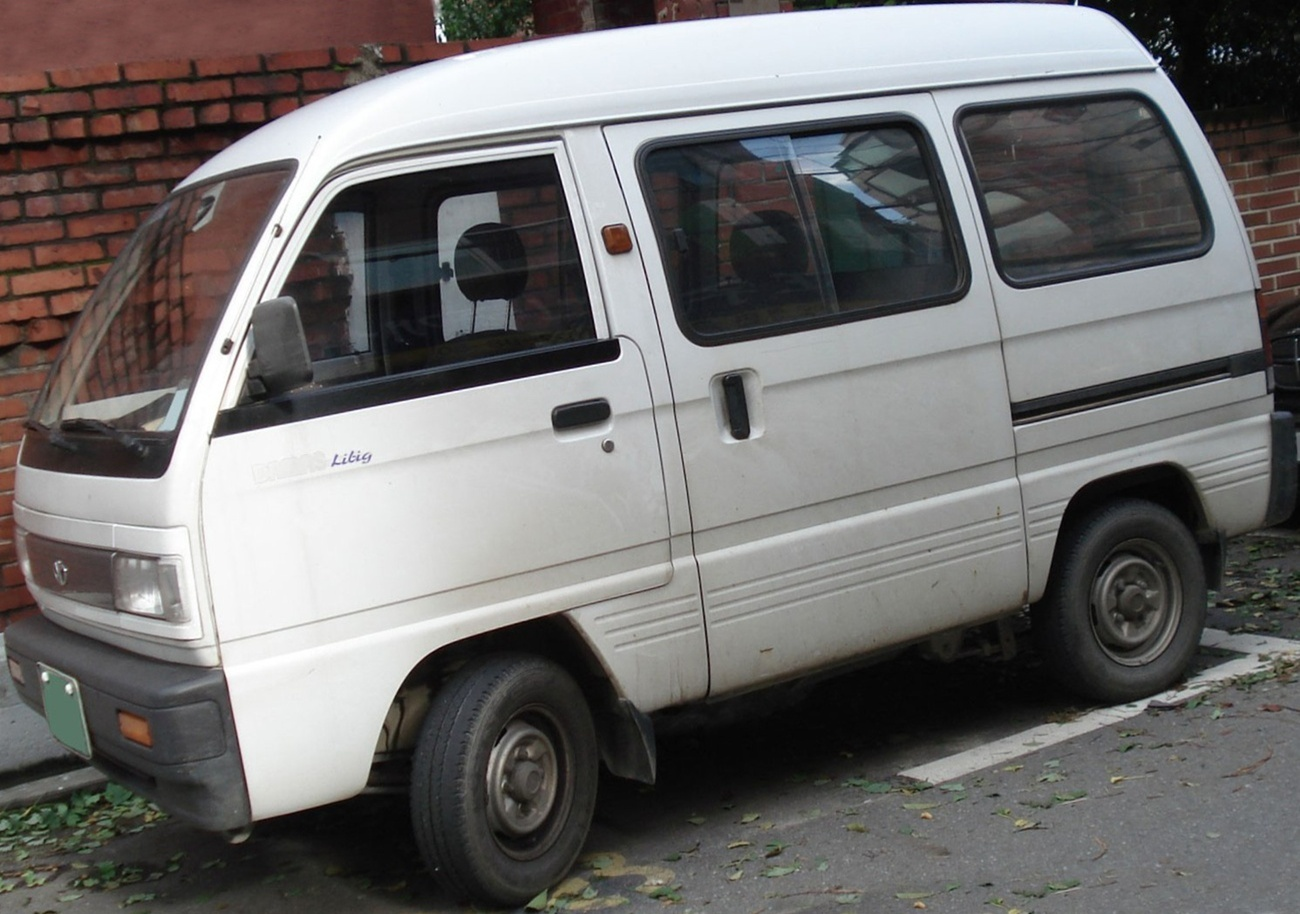
대우 다마스 (후기형) 정측면
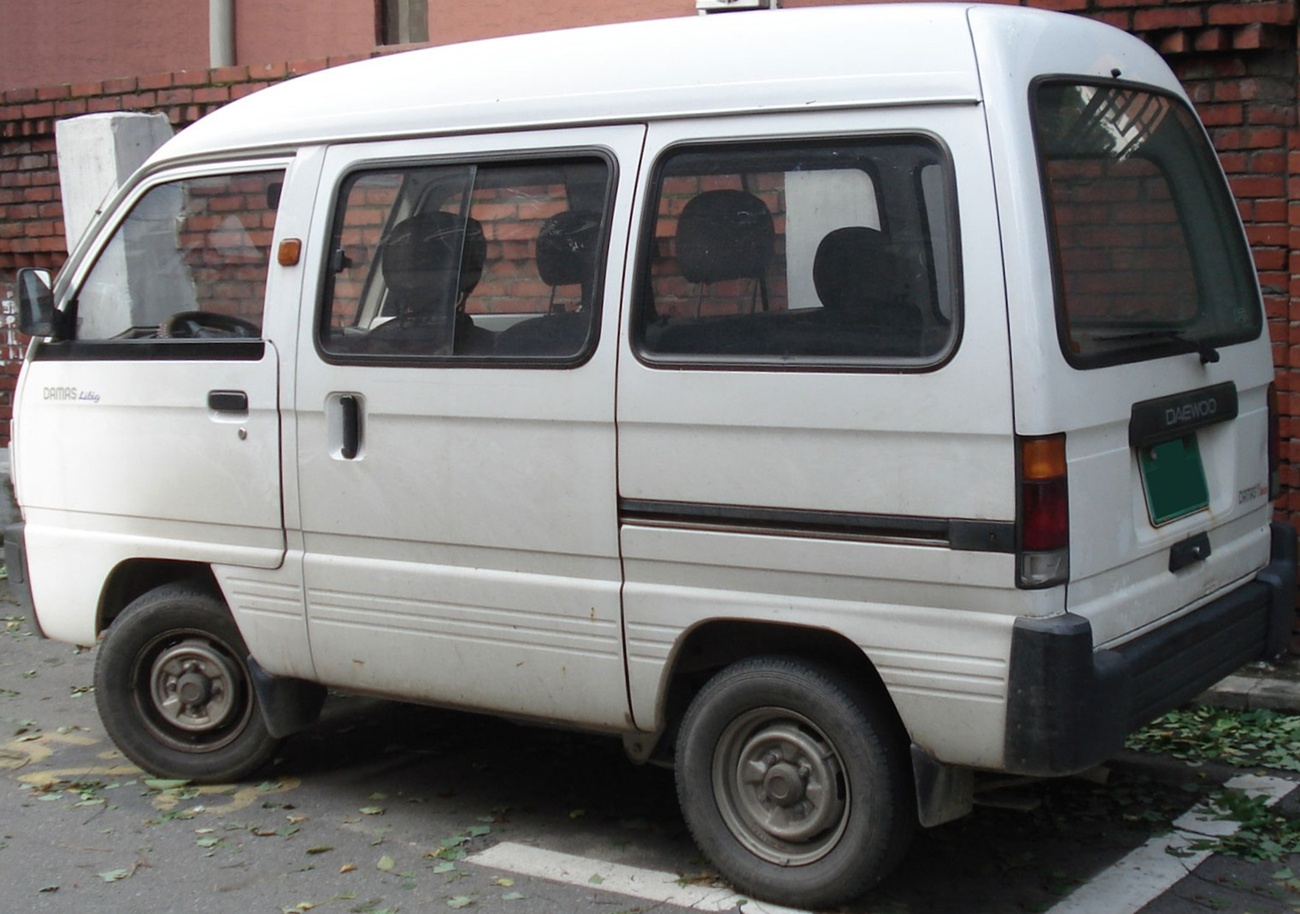
대우 다마스 (후기형) 후측면

### 다마스 Ⅱ(2003년7월~2007년1월)

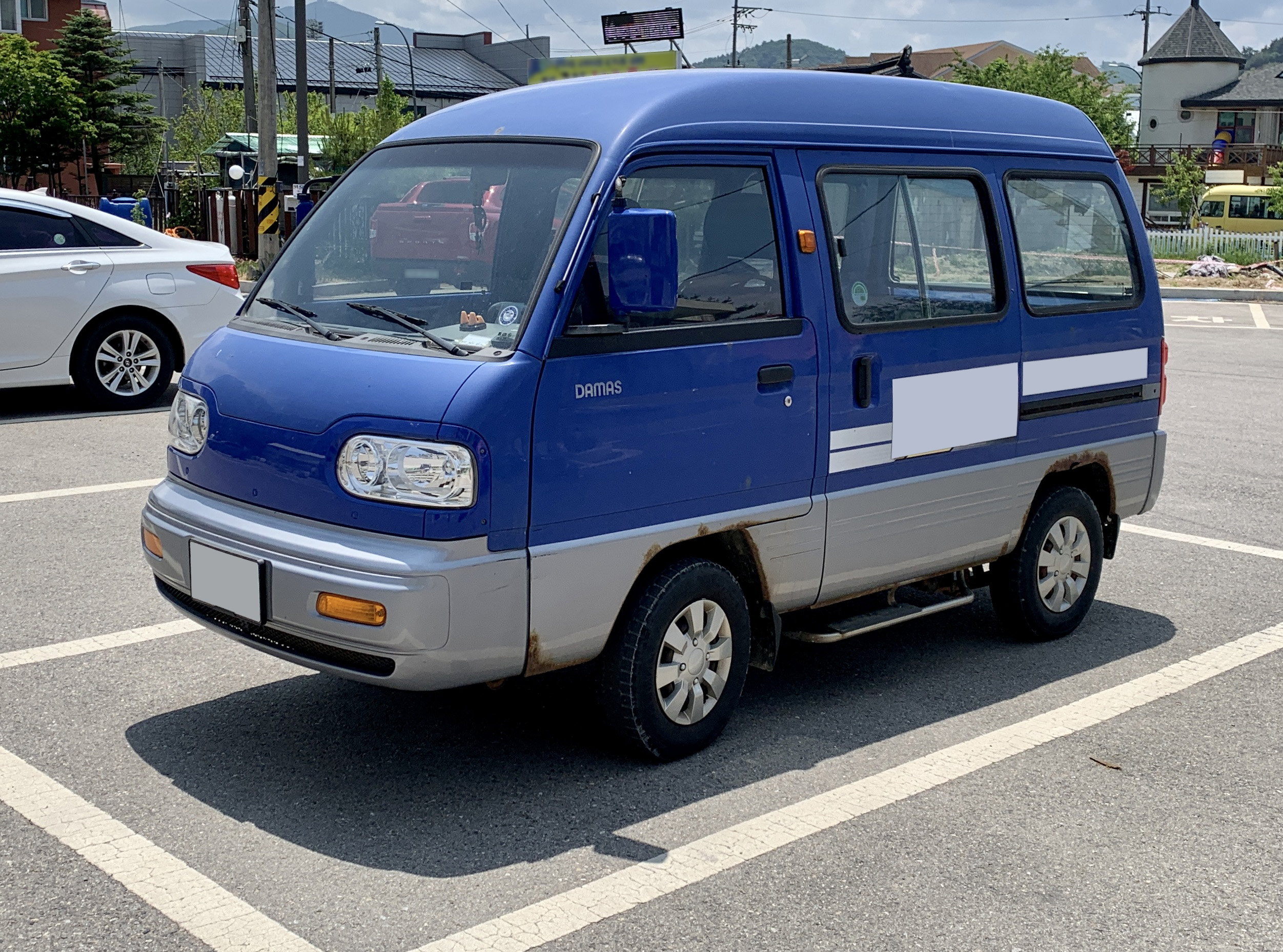
GM대우 다마스 Ⅱ 정측면

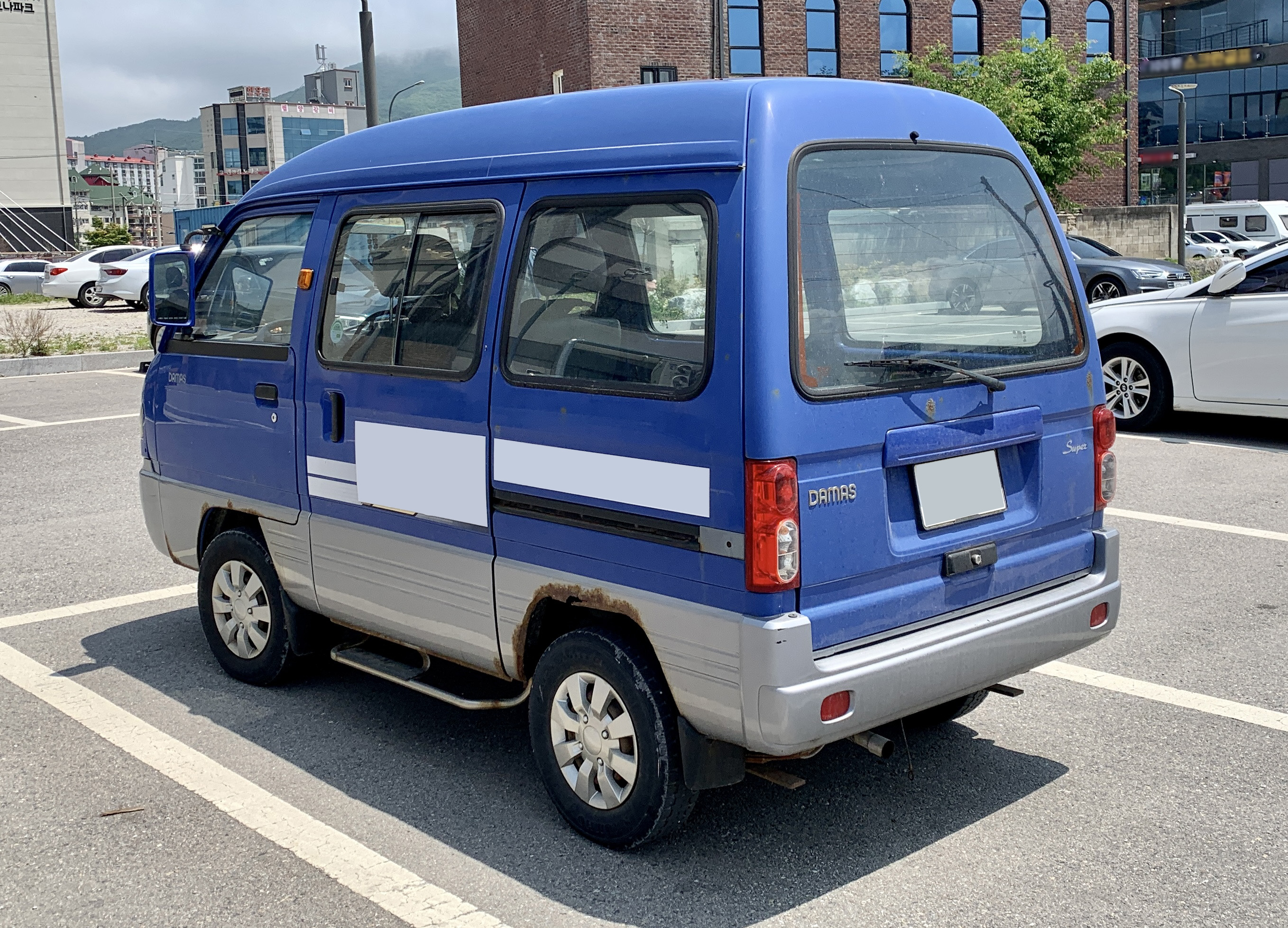
GM대우 다마스 Ⅱ 후측면

2003년 7월에 페이스리프트를 거쳐 프론트 뷰를 대폭 개선한 다마스 Ⅱ가 출시되었다. 다마스 Ⅱ는 본넷에 볼륨감을 더하였고, 승객의 안전 도모 및 안전 법규 준수를 위하여 프론트 오버행의 길이를 245mm 늘렸다. 2007년 1월에 높아진 환경 기준 미달로 잠시 단종되었었다.

### 뉴 다마스(2008년6월~2021년6월)

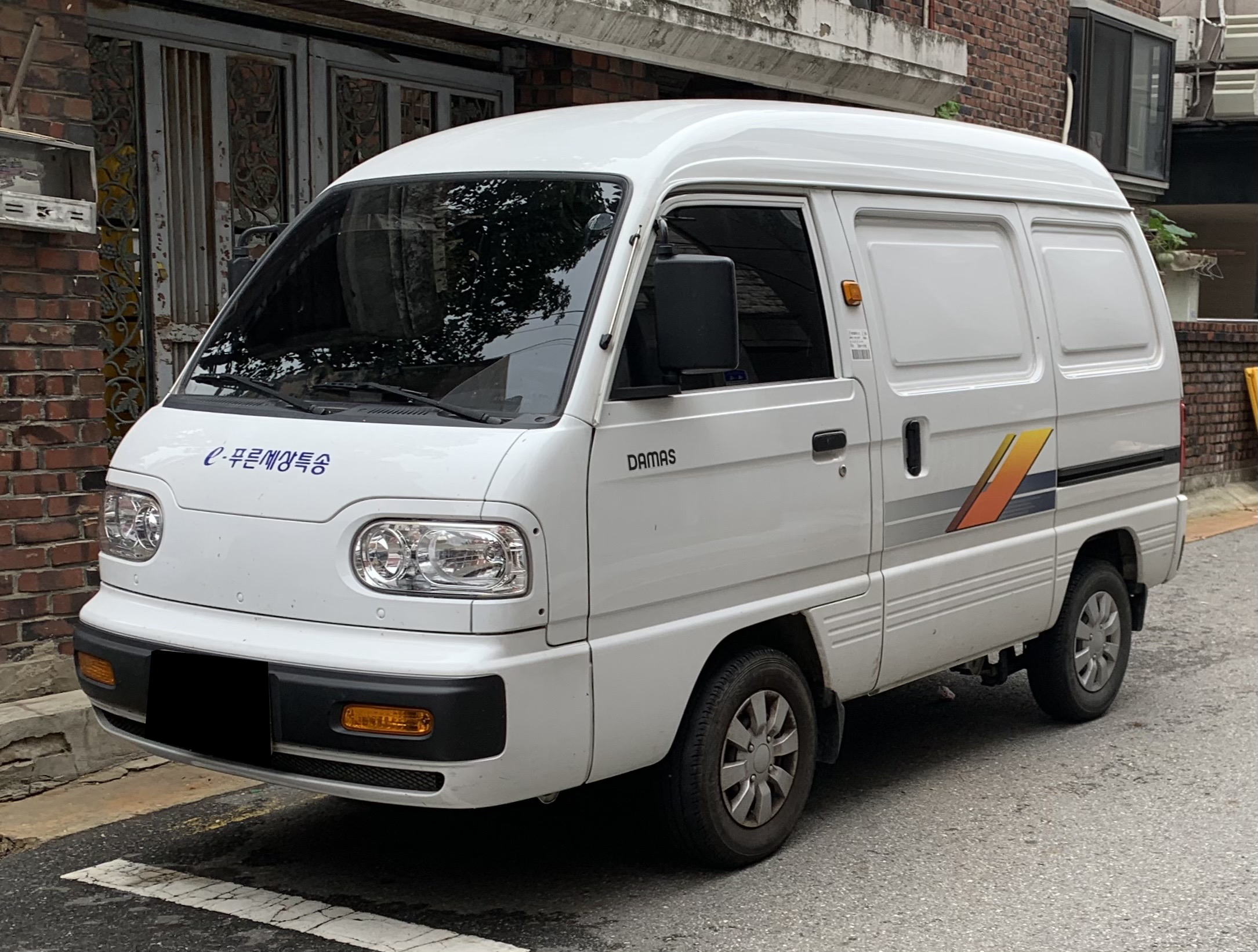
한국GM 뉴 다마스 정측면

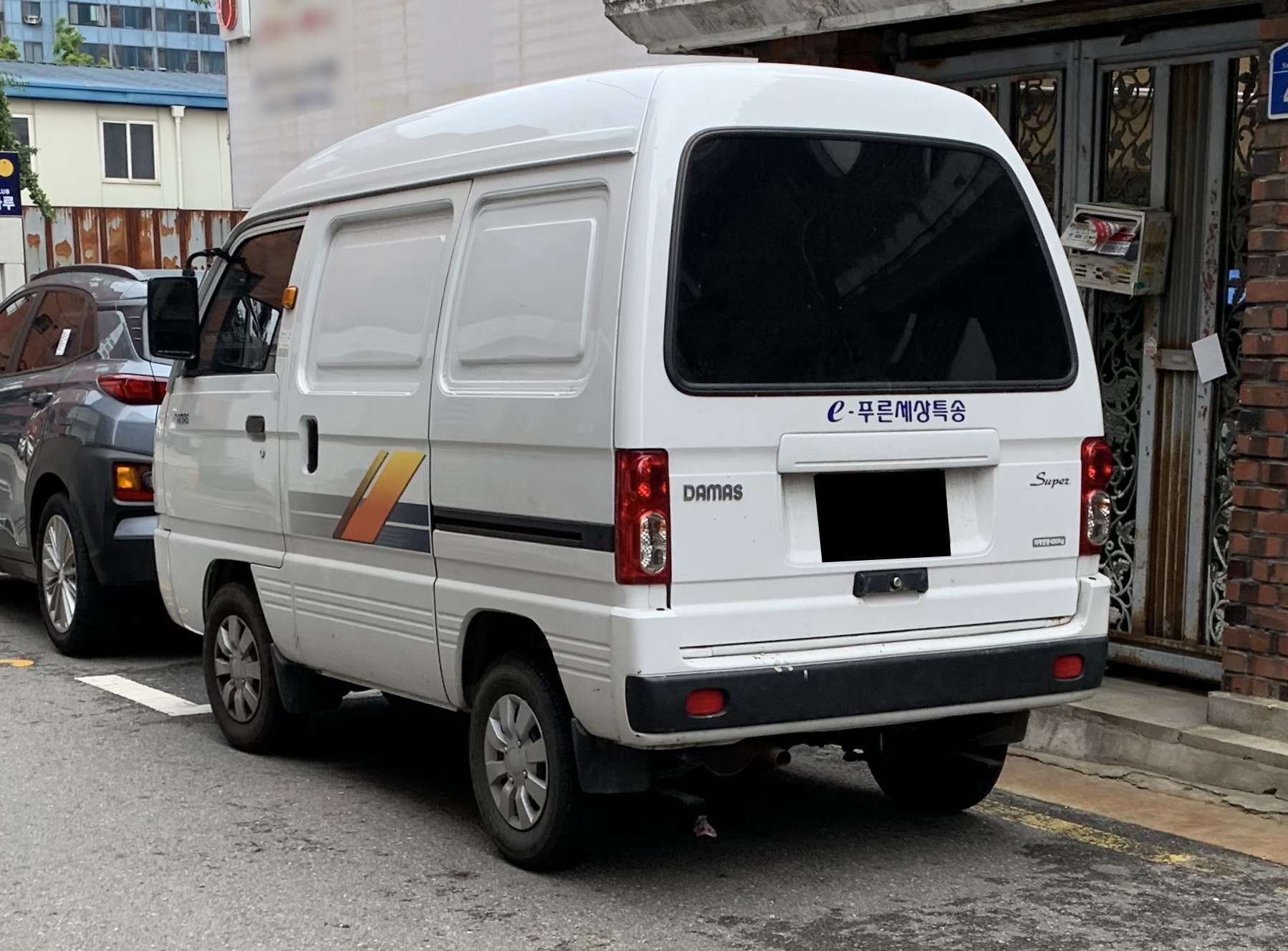
한국GM 뉴 다마스 후측면

2008년 6월부터 환경기준을 만족하는 LPG 엔진을 장착하여 다마스 Ⅱ가 아닌 뉴 다마스라는 차명으로 생산을 재개했다. 계기판은 전자식으로 교체되었다. 2011년 3월부터 한국지엠의 쉐보레 브랜드 런칭과 함께 별도의 엠블럼이 없이 판매되었으나, 일부 차량은 오너들이 쉐보레 엠블럼을 달고 다니기도 했다. 크게 2인승 밴, 5인승 코치, 7인승 코치 등 3가지 종류가 있으며, 5인승 코치는 2열 의자를 접어 2인승 밴처럼 쓸 수 있다. 2013년 1월에 한국지엠은 대한민국의 배기가스 규제를 맞추기에는 차량 설계와 개발 과정에 있어 어려움이 예상되어 라보와 함께 후속 차종 없이 단종할 계획을 발표하였으나, 소상공인들로부터 생산 재개 요청이 이어졌다. 결국 국토교통부는 안전 기준을 6년 동안 유예하고, 환경부는 배출 가스 자기 진단 장치 의무 부착을 2년 동안 유예하여 라보와 함께 2014년 7월부터 사전 계약을 받아 같은 해 8월 27일이 되어서야 다시 생산이 재개되었다. 쉐보레 엠블럼을 달고 있지 않지만, 쉐보레 영업소에서 구매할 수 있다. 원래 2020년 말에 안전규제와 배출가스 규제 미달로 단종될 예정이었으나 유예되어 2021년 1분기에 생산을 중단하였고, 이후 재고 처리되어 완전히 단종되었다. 단종 후 다마스의 대체 수요는 기아 레이의 승용 밴 사양으로 옮겨져 갔다. 동년 9월에는 JJ모터스가 다마스를 기반으로 한 전기자동차인 비바를 출시되었다.
제원
| 구분                 | 0.8L M-TEC LPGi           |
| -------------------- | ------------------------- |
| 전장 (mm)            | 3,485                     |
| 전폭 (mm)            | 1,400                     |
| 전고 (mm)            | 1,920                     |
| 축거 (mm)            | 1,840                     |
| 윤거(전) (mm)        | 1,220                     |
| 윤거(후) (mm)        | 1,210                     |
| 변속기               | 수동 5단                  |
| 서스펜션 (전/후)     | 맥퍼슨 스트럿/리프 스프링 |
| 브레이크 (전/후)     | 디스크/드럼               |
| 구동 형식            | 후륜 구동                 |
| 연료                 | LPG                       |
| 배기량 (cc)          | 796                       |
| 최고 출력 (ps/rpm)   | 41/5,000                  |
| 최대 토크 (kg*m/rpm) | 6.7/4,000                 |

## 같이 보기
- 한국GM 라보